# Trio Mediaeval

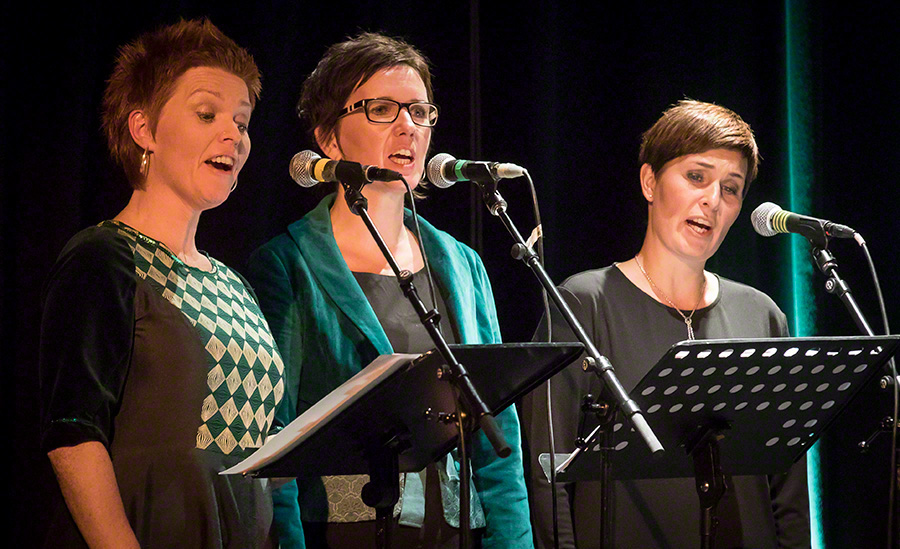
Trio Mediæval, 2016

Trio Mediaeval (ook wel Trio Mediæval) is een ensemble van drie zangeressen uit Noorwegen, opgericht in 1997. 
Het trio is, zoals de naam al zegt, gespecialiseerd in het uitvoeren van liederen uit de Middeleeuwen. Die liederen worden al dan niet gearrangeerd om door dit gezelschap gezongen te kunnen worden. Daarnaast geven zij ook uitvoeringen en premières van werk van hedendaagse componisten. Daaronder zijn inmiddels composities die speciaal voor hen geschreven zijn.
In 2001 kwam hun eerste album uit en dat was meteen een succes in met name de Verenigde Staten. Ook hun volgende album werd daar een succes.  
Hun album Folk Songs uit 2007 is dan weer een geval apart. Het album bevat Noorse volksliedjes. Daarvan is een aantal tekstloos. Die dienden om een lange reis in het verleden te veraangenamen, soms te vergelijken met de Joik van de Saami uit Lapland.

## Leden
- Anna Maria Friman
- Linn Andrea Fuglseth
- Torunn Ostrem Ossum

## Albums
- Words of the Angels (2001)
- Soir, dit-elle (2004)
- Stella Maris (2005)
- Folk Songs (2007)
- A Worcester Ladymass (2011)
- Aquilonis (2014)
- Rimur (2017)

Alle albums uitgebracht door ECM Records.